# Sotará (Cauca)
Pour les articles homonymes, voir Sotará.
Sotará est une municipalité située dans le département de Cauca, en Colombie.

## Géographie

### Hydrographie
Sotará est traversée par le río Cauca.